# Force the Hand of Chance
Force the Hand of Chance — дебютный студийный альбом рок-группы Psychic TV, вышедший в 1982 году.

## Об альбоме
Первоначальный тираж составил 5000 копий. Песня «Just Drifting» вышла отдельным синглом.

## Список композиций
Сторона «А»:
1. «Just Drifting»
2. «Terminus»
3. «Stolen Kisses» (поёт Марк Алмонд)
4. «Caresse»

Сторона «Б»:
1. «Guiltless» (поёт Марк Алмонд)
2. «No Go Go»
3. «Ov Power»
4. «Message From the Temple» (вокал — Алан Оверсби)

Bonus tracks:
1. «Thee Full Pack» (при участии Bachir Attar)
2. «The Mad Organist»
3. «Just Drifting (Midnight)»
4. «Bubbles»
5. «[unlisted]»